# 岡田兆男
岡田 兆男（おかだ よしお）は、日本のティーチングプロゴルファー。 PGO福島プロ会顧問。
福島県福島市出身。

## 概説
- 二瓶綾子、高橋美保子をプロゴルファーに育成したほか、実子の岡田裕美子をJLPGAティーチングプロに育成した。
  - 二瓶綾子 - 義妹。1975年：日本女子オープンゴルフ選手権競技優勝をはじめ通算5勝を誇るプロゴルファー。

- 現在は、福島市黒岩においてPGOゴルフスクールインストラクターとして、岡田裕美子とともに後進ゴルファーの育成に携わっている。

## おもな戦績
- 2000年 関東プログランドシニア選手権大会 36位タイ
- 2004年 関東プロゴルフグランド・ゴールドシニア選手権大会 78位タイ